# Ernst Loew
Ernst Loew (* 21. Oktober 1911 in Weilmünster; † 10. März 1988) war ein hessischer Politiker (CDU) und Abgeordneter des Hessischen Landtags.

## Ausbildung und Beruf
Ernst Loew besuchte 1922 bis 1931 ein humanistisches Gymnasium und studierte Rechtswissenschaften in Heidelberg, Berlin und Bonn. Nach dem Abschluss beider Staatsexamen und der Promotion zum Dr. Jur. arbeitete er als Rechtsanwalt. Von 1939 bis 1945 leistete er Kriegsdienst und übernahm anschließend das elterliche Geschäft.

## Politik
Ernst Loew trat zum 1. Mai 1933 als Student in die NSDAP ein (Mitgliedsnummer 2.402.969). Im April 1933 war er in die SA eingetreten. In der SA erreichte er mindestens den Rang eines Rottenführers.
Ernst Loew war Mitglied der CDU und dort ab 1965 Kreisvorsitzender im Oberlahnkreis sowie Mitglied des CDU-Landesausschusses.
Er war langjähriges Mitglied im Kreistag und führte die CDU-Fraktion ab 1952 an. Nach der Gebietsreform in Hessen war Ernst Loew erster hauptamtlicher Kreisbeigeordneter von 1974 bis zum 30. November 1982 im neu geschaffenen Landkreis Limburg-Weilburg.
Vom 1. Dezember 1958 bis zum 30. November 1974 war Loew Abgeordneter im Hessischen Landtag.
1964 war er Mitglied der 4. Bundesversammlung.

## Sonstige Ämter
Ernst Loew war Vizepräsident der IHK Limburg.

## Ehrungen
In Limburg an der Lahn wurde ein von der Lebenshilfe Limburg-Diez betriebenes Wohnhaus (Wohngemeinschaft Elbboden), in dem Menschen mit Einschränkungen leben, nach Dr. Ernst Loew benannt.    